# 卡洛斯·卡斯塔尼达
卡洛斯·卡斯塔尼达（Carlos Castañeda，1925年12月25日—1998年4月27日），祕魯裔美国作家和人类学家，以唐望书系列（12本书和许多更短的作品）而著名，书中记载了他拜印第安人薩滿巫師唐璜·馬圖斯为师的经历，唐望其人的真实性曾被多名学者质疑。